# 霍奇对偶
数学中，霍奇星算子（Hodge star operator）或霍奇对偶（Hodge dual）由苏格兰数学家威廉·霍奇（Hodge）引入的一个重要的线性映射。它定义在有限维定向内积空间的外代数上。

## 维数与代数
霍奇星算子在 k-形式空间与 (n -k)-形式空间建立了一个对应。一个 k-形式在这个对應下的像称为这个 k-形式的霍奇对偶。k-形式空间的维数是
{\displaystyle {n \choose k},\,}
后一个空间的维数是
{\displaystyle {n \choose n-k},\,}
又由二项式系数的对称性，这两个维数事实上相等。两个具有相同维数的形式空间总同构；但不一定有一种自然或典范的方式。但霍奇对偶性利用了向量空间内积和定向，给出了一个特定的同构，因此在代数上这反应了二项式系数的性质。这也在 k-形式空间上诱导了一个内积。“自然”定义意味着这个对偶性关系在理论中可起几何作用。
第一个有趣的情形是在三维欧几里得空间 V。在这种情形，帕斯卡三角形相关行是
1, 3, 3, 1
霍奇对偶在两个三维空间之间建立起一个同构，一个是 V 自己，另一个是 V 中两个向量的楔积。具体细节参见例子一节。叉积只是三维的特殊性质，但霍奇对偶在所有维数都有效。

## 扩张
由于一個向量空間上 k 個變量的交錯線性形式空間自然同構于那個向量空間上的 k-向量空間的對偶，霍奇對偶也能對這些空間定義。與線性代數的大部分構造一樣，霍奇對偶可以擴張到一個向量叢。這樣的霍奇對偶特別常見的是在余切叢的外代數（即流形上的微分形式）上，可用來從外導數構造余微分（codifferential），以及拉普拉斯-德拉姆算子，它导致了紧黎曼流形上微分形式的霍奇分解。

## k-向量的霍奇星号的正式定义
一个定向内积向量空间 V 上的霍奇星算子是 V 的外代数（{\displaystyle \Lambda (V)}）上的一个线性算子，是 k-向量子空间（{\displaystyle \Lambda ^{k}(V)}） 与 (n-k)-向量子空间（{\displaystyle \Lambda ^{n-k}(V)}） 之間的線性映射，这里 {\displaystyle 0\leq k\leq n,\,n=\dim V}。它具有如下性质，这些性质完全定义了霍奇星算子：给定一个定向正交基 {\displaystyle e_{1},e_{2},\cdots ,e_{n}} 我们有
{\displaystyle \star (e_{i_{1}}\wedge e_{i_{2}}\wedge \cdots \wedge e_{i_{k}})=e_{i_{k+1}}\wedge e_{i_{k+2}}\wedge \cdots \wedge e_{i_{n}},}
其中 {\displaystyle (i_{1},i_{2},\cdots ,i_{n})} 是 {\displaystyle (1,2,\dots ,n)} 的一個偶排列。
特別是我們有，
{\displaystyle *(e_{1}\wedge e_{2}\wedge \cdots \wedge e_{k})=e_{k+1}\wedge e_{k+2}\wedge \dots \wedge e_{n}.}

## 星算子的指标记法
使用指标记法，霍奇对偶由缩并一个 k-形式与 n-维完全反对称列维-奇维塔张量的指标得到。这不同于列维-奇维塔符号有一个额外因子 (det g)½，这里 g 是一个内积（如果 g 不是正定的，比如洛伦兹流形的切空间，则取行列式的绝对值）。
从而有
{\displaystyle (*\eta )_{i_{1},i_{2},\ldots ,i_{n-k}}={\frac {1}{k!}}\eta ^{j_{1},\ldots ,j_{k}}\,{\sqrt {|\det g|}}\,\epsilon _{j_{1},\ldots ,j_{k},i_{1},\ldots ,i_{n-k}},\,}
这里 η 是任意一个反对称 k 阶张量。利用在定义列维-奇维塔张量中同一个内积 g 上升和下降指标。当然也可以对任何张量取星号，所得是反对称的，因为张量的对称分量在与完全反对称列维-奇维塔张量缩并时完全抵消了。

## 例子
星算子一个常见例子是在 n = 3，可以做为 3 维向量与斜对称矩阵之间的对应。这不明显地使用于向量分析中，例如由两个向量的楔积产生叉积向量。具体地说，对欧几里得空间 R3，容易发现
{\displaystyle *\mathrm {d} x=\mathrm {d} y\wedge \mathrm {d} z}
和
{\displaystyle *\mathrm {d} y=\mathrm {d} z\wedge \mathrm {d} x}
以及
{\displaystyle *\mathrm {d} z=\mathrm {d} x\wedge \mathrm {d} y}
这里 dx、dy 与 dz 是 R3 上的标准正交微分1-形式。霍奇对偶在此情形显然对应于三维中的叉积。
当 n = 4 时，霍奇对偶作用在第二外幂（6 维）上是自同态。它是一个对合，从而可以分解为子对偶与反自对偶子空间，在这两个子空间上的作用分别为 +1 和 -1。
另一个有用的例子是 n = 4 闵可夫斯基时空，具有度量符号为 (+,-,-,-,) 与坐标 (t,x,y,z)，对1-形式有
{\displaystyle *\,\mathrm {d} t=\mathrm {d} x\wedge \mathrm {d} y\wedge \mathrm {d} z}
{\displaystyle *\,\mathrm {d} x=\mathrm {d} t\wedge \mathrm {d} y\wedge \mathrm {d} z}
{\displaystyle *\,\mathrm {d} y=-\mathrm {d} t\wedge \mathrm {d} x\wedge \mathrm {d} z}
{\displaystyle *\,\mathrm {d} z=\mathrm {d} t\wedge \mathrm {d} x\wedge \mathrm {d} y}
对2-形式有
{\displaystyle *\,\mathrm {d} t\wedge \mathrm {d} x=-\mathrm {d} y\wedge \mathrm {d} z}
{\displaystyle *\,\mathrm {d} t\wedge \mathrm {d} y=\mathrm {d} x\wedge \mathrm {d} z}
{\displaystyle *\,\mathrm {d} t\wedge \mathrm {d} z=-\mathrm {d} x\wedge \mathrm {d} y}
{\displaystyle *\,\mathrm {d} x\wedge \mathrm {d} y=\mathrm {d} t\wedge \mathrm {d} z}
{\displaystyle *\,\mathrm {d} x\wedge \mathrm {d} z=-\mathrm {d} t\wedge \mathrm {d} y}
{\displaystyle *\,\mathrm {d} y\wedge \mathrm {d} z=\mathrm {d} t\wedge \mathrm {d} x}

## k-向量的内积
霍奇对偶在 k-向量空间上诱导了一个内积，即在 V 的外代数上。给定两个 k-向量  {\displaystyle \eta } 与 {\displaystyle \zeta }，有
{\displaystyle \zeta \wedge *\eta =\langle \zeta ,\eta \rangle \;\omega ,\,}
这里 ω 是正规化的体积形式。可以证明 {\displaystyle \langle \cdot ,\cdot \rangle } 是一个内积，它是半双线性的，并定义了一个范数。反之，如果在 {\displaystyle \Lambda ^{k}(V)} 上给了一个内积，则这个等式可以做为霍奇对偶的另一种定义。
本质上，V 的正交基元素的楔积组成了 V 的外代数的一个正交基。当霍奇星号扩张到流形上，可以证明体积形式能写做
{\displaystyle \omega ={\sqrt {|\det g_{ij}|}}\;dx^{1}\wedge \ldots \wedge dx^{n},\,}
其中 {\displaystyle g_{ij}} 是流形的度量。

## 对偶性
当作用两次时霍奇星号定义了一个对偶，不考虑符号的话，所得结果是外代数上一个恒等式。给定 n-维空间 V 上一个 k-向量 {\displaystyle \eta \in \Lambda ^{k}(V)}，我们有
{\displaystyle **\eta =(-1)^{k(n-k)}s\;\eta ,\,}
这里 s 与 V 上内积的符号有关。具体说，s 是内积张量行列式的符号。例如，如果 n = 4 时，若内积的符号是 (+,-,-，-) 或 (-,+,+,+) 则 s = -1。对普通的欧几里得空间，符号总是正的，所以 s = +1。在普通向量空间，这一般不是一个问题。当霍奇星号扩张到伪-黎曼流形上时，上面的内积理解为对角形式的度量。

## 流形上的霍奇星号
在一个 n-维定向黎曼或伪黎曼流形上每一点的切空间上可以重复如上构造，将得到 k-形式的霍奇对偶，是一个 n- k 形式。霍奇星号在流形上的微分形式上诱导了一个 L2-范数。对 {\displaystyle \Lambda ^{k}(M)} 的空间截面 {\displaystyle \eta } 与 {\displaystyle \zeta }，其内积可写做
{\displaystyle (\eta ,\zeta )=\int _{M}\eta \wedge *\zeta .\,}
（截面的集合通常记做 {\displaystyle \Omega ^{k}(M)=\Gamma (\Lambda ^{k}(M))}；里面的元素称为外 k-形式。）
更一般地，在非定向情形，我们可以定义 k-形式的霍奇星号维一个 (n - k)-伪微分形式；即取值于典范线丛的一个微分形式。

### 餘微分
霍奇星号在流形上最重要的应用是用来定义餘微分 δ。令
{\displaystyle \delta =(-1)^{nk+n+1}*d*\,}
这里 d 是外导数。对黎曼流形 s = +1 。
{\displaystyle d:\Omega ^{k}(M)\rightarrow \Omega ^{k+1}(M),\,}
而
{\displaystyle \delta :\Omega ^{k}(M)\rightarrow \Omega ^{k-1}(M).\,}
相比于外导数，餘微分不是外代数上的反导子。
餘微分在是外微分的伴随：
{\displaystyle \langle \delta \zeta ,\eta \rangle =\langle \zeta ,d\eta \rangle .\,}
这个恒等式是因为体积形式 ω 满足 dω = 0，从而 
{\displaystyle \int _{M}d(\zeta \wedge *\eta )=0.\,}
拉普拉斯–德拉姆算子由
{\displaystyle \Delta =\delta d+d\delta }
给出，是霍奇理论的核心。它有对称性：
{\displaystyle \langle \Delta \zeta ,\eta \rangle =\langle \zeta ,\Delta \eta \rangle ,\,}
以及非负：
{\displaystyle \langle \Delta \eta ,\eta \rangle \geq 0.\,}
霍奇星号将一个调和形式变成调和形式。作为霍奇定理的一个推论，德拉姆上同调自然同构于调和 k-形式空间，从而霍奇星号诱导了上同调群之间一个同构
{\displaystyle \star :H_{\Delta }^{k}(M)\to H_{\Delta }^{n-k}(M),\,}
通过庞加莱对偶性，这给出了 Hk(M) 与它的对偶空间的一个典范等价。

## 三维中的导数
{\displaystyle \ast } 算子与外导数 {\displaystyle d} 的组合推广了三维经典算子 grad、curl 和 div。具体做法如下：{\displaystyle d} 将一个 0-形式（函数）变成 1-形式，1-形式变成 2-形式，2-形式变成 3-形式（应用到 3-形式变成零）。
1. 对一个 0-形式（{\displaystyle \omega =f(x,y,z)}），第一种情形，写成分量与 {\displaystyle \operatorname {grad} } 算子等价：
{\displaystyle d\omega ={\frac {\partial f}{\partial x}}dx+{\frac {\partial f}{\partial y}}dy+{\frac {\partial f}{\partial z}}dz.}
2. 第二种情形后面跟着 {\displaystyle \ast }，是 1-形式（{\displaystyle \omega =Adx+Bdy+Cdz}）上一个算子，其分量是 {\displaystyle \operatorname {curl} } 算子：
{\displaystyle d\omega =\left({\partial C \over \partial y}-{\partial B \over \partial z}\right)dy\wedge dz+\left({\partial C \over \partial x}-{\partial A \over \partial z}\right)dx\wedge dz+\left({\partial B \over \partial x}-{\partial A \over \partial y}\right)dx\wedge dy.}
使用霍奇星号给出：
{\displaystyle \ast d\omega =\left({\partial C \over \partial y}-{\partial B \over \partial z}\right)dx-\left({\partial C \over \partial x}-{\partial A \over \partial z}\right)dy+\left({\partial B \over \partial x}-{\partial A \over \partial y}\right)dz.}
3. 最后一种情形，前面与后面都有一个 {\displaystyle \ast }，将一个 1-形式（{\displaystyle \omega =Adx+Bdy+Cdz}）变成 0-形式（函数）；写成分量是 {\displaystyle \operatorname {div} } 算子：
{\displaystyle \ast \omega =Ady\wedge dz-Bdx\wedge dz+Cdx\wedge dy}
{\displaystyle d\ast \omega =\left({\frac {\partial A}{\partial x}}+{\frac {\partial B}{\partial y}}+{\frac {\partial C}{\partial z}}\right)dx\wedge dy\wedge dz}
{\displaystyle \ast d\ast \omega ={\frac {\partial A}{\partial x}}+{\frac {\partial B}{\partial y}}+{\frac {\partial C}{\partial z}}.}
这些表达式的一个好处是恒等式 {\displaystyle d^{2}=0}，任何情形都成立，将
{\displaystyle \operatorname {curl} (\operatorname {grad} (f))=\operatorname {div} (\operatorname {curl} (\mathbf {F} ))=0}
统一起来了。特别地，麦克斯韦方程组用外导数与霍奇星号表示时，有一个特别简单和优美的形式：
{\displaystyle \mathrm {d} \mathbf {F} =0,\qquad *\mathrm {d} *{\mathbf {F} }=\mathbf {J} .}
这里 {\displaystyle \mathbf {F} } 是四维洛伦兹时空中某个 2-形式，{\displaystyle \mathbf {J} } 是电流 1-形式。